# Damir Anić
Damir Anić (Zagreb, 24. srpnja 1944. – Zagreb, 12. prosinca 1992.), hrvatski gimnastičar. Natjecao se za Jugoslaviju.
Natjecao se na Olimpijskim igrama 1968. u višeboju, pojedinačno i ekipno. Pojedinačno je osvojio 75., a ekipno 6. mjesto.
Na Mediteranskim igrama 1963. je ekipno osvojio srebro.
Bio je član Partizana iz Zagreba i Zagreba.